# 1A busz (Kaposvár)
A kaposvári 1A busz a helyi autóbusz-állomás és a tüskevári Kaposfil textilművek között közlekedett. A buszvonalat a Kaposvári Közlekedési Zrt. üzemeltette. Útvonalának nagy része megegyezett az 1-es busz útvonalával.

## Útvonala
A táblázatban az autóbusz-állomásról induló irány látható.
| Útvonal                     |
| --------------------------- |
| Berzsenyi utca              |
| Füredi csomópont            |
| Kanizsai út                 |
| Mátyás király utca, forduló |
| Hajnóczy József utca        |
| Jutai út                    |

## Megállóhelyek
A táblázatban a megállók az állomásról induló irány szerint vannak felsorolva.
| Megálló                     | Össz. km (oda) | Össz. idő (oda) | Össz. km (vissza) | Össz. idő (vissza) | Átszállási lehetőség                                                         | A közelben található |
| --------------------------- | -------------- | --------------- | ----------------- | ------------------ | ---------------------------------------------------------------------------- | --- |
| Helyi autóbusz-állomás      | 0              | 0               | 4,1               | 12                 | 1, 3, 4, 5, 7, 8, 8B, 8E, 8Y, 9, 10, 11, 11Y, 12, 13, 14, 15, 18, 31, 81, 91 | Polgármesteri Hivatal, Járási Hivatal, Szivárvány Kultúrpalota, Corso Bevásárlóközpont, Retro Club, Somogy Áruház, Rippl-Rónai Múzeum, Somogy Megyei Levéltár, Somogy Megyei Önkormányzat, Távolsági autóbusz-állomás, Rendelőintézet, Szarvas Üzletház, Vasútállomás                     |
| Berzsenyi utcai felüljáró   | 0,7            | 2               | 3,3               | 10                 | 1, 3, 4, 5, 11, 11Y, 12, 13, 14, 15, 31                                      | Polgármesteri Hivatal, Járási Hivatal, Kapos Hotel, Nagyboldogasszony-székesegyház, Nagyboldogasszony Római Katolikus Gimnázium, Püspöki Palota, Somogyi Hírlap szerkesztősége, Széchenyi István Kereskedelmi és Vendéglátóipari Szakképző Iskola, Corso Bevásárlóközpont, Kaposvár Plaza |
| Berzsenyi utca 30.          | 1,1            | 4               | 2,9               | 8                  | 1, 11, 11Y, 13, 31                                                           | TESCO, OBI, McDonald’s, Berzsenyi üzletház, Széchenyi István Kereskedelmi és Vendéglátóipari Szakképző Iskola |
| Füredi úti csomópont        | 1,6            | 7               | 2,4               | 5                  | 1, 10, 11, 11Y, 13, 20, 20A, 23, 27, 31, 91                                  | CBA Cent Bevásárlóközpont, Posta, Óvoda, TESCO |
| Városi Könyvtár             | 2              | 8               | 2,1               | 4                  | 1, 13, 20, 20A, 31                                                           | 48-as ifjúság úti könyvtár, Iskolafogászat, Óvoda, KE Gyakorló Általános Iskola és Gimnázium, TESCO, Városliget |
| Vasút köz                   | 2,6            | 9               | 1,4               | 3                  | 1, 13, 20, 20A, 31                                                           | Nyugati temető, Zita Gyermekotthon, II. Rákóczi Ferenc Általános Iskola |
| Hajnóczy utcai csomópont    | 3,2            | 10              | -                 | -                  | 1, 13, 20, 20A, 31                                                           | Meistro Lovasklub |
| Mátyás király utca, forduló | 3,6            | 12              | -                 | -                  | 13, 31                                                                       | Ezüsthárs Lakópark, ipari telephelyek, nagykereskedések |
| Hajnóczy utcai csomópont    | 4,2            | 14              | 0,8               | 2                  | 1, 13, 20, 20A, 31                                                           | Meistro Lovasklub |
| Bölcsőde                    | 4,7            | 15              | 0,3               | 1                  | 1, 20, 20A                                                                   | Kaposfil, Óvoda, Bölcsőde |
| Kaposfil                    | 4,9            | 16              | 0                 | 0                  | 1, 20, 20A                                                                   | Kaposfil |